# Segunda División de Fiyi 2021
La Segunda División de Fiyi 2021 fue la edición número 28 de la Segunda División de Fiyi. Tailevu Naitasiri FC regresó a la Liga Nacional de Fútbol de Fiyi después de 6 temporadas luego de declararse campeón. El 16 de enero de se anunció que habrá expansión después de 8 temporadas a 10 equipos con lo que el Nasinu FC regresa y el Nadroga FC permanezca.

## Equipos participantes

### Viti Levu
- Lami FC
- Nasinu FC
- Rakiraki FC
- Tailevu Naitasiri FC
- Tailevu North FC
- Tavua FC

### Vanua Levu
- Bua FC
- Dreketi FC
- Nadogo FC
- Savusavu FC
- Seaqaqa FC
- Taveuni FC

### Ascensos y descensos
| Pos. | Descendido de la Liga Nacional 2020 |
| ---- | ----------------------------------- |
| 8    | Nasinu FC                           |

| Pos. | Ascendido de la Segunda División 2020 |
| ---- | ------------------------------------- |
| 1    | Nadroga FC                            |

## Clasificación

### Zona Viti Levu
| Pos. | Equipo                   | Pts. | PJ | G | E | P | GF | GC | Dif. | Clasificación 2021 |
| ---- | ------------------------ | ---- | -- | - | - | - | -- | -- | ---- | ------------------ |
| 1    | Tailevu Naitasiri (C, A) | 26   | 10 | 8 | 2 | 0 | 27 | 3  | +24  | Liga Nacional 2022 |
| 2    | Nasinu (A)               | 24   | 10 | 7 | 3 | 0 | 21 | 8  | +13  | Liga Nacional 2022 |
| 3    | Tailevu North            | 13   | 10 | 4 | 1 | 5 | 14 | 14 | 0    |                    |
| 4    | Rakiraki                 | 10   | 10 | 3 | 1 | 6 | 10 | 23 | −13  |                    |
| 5    | Tavua                    | 9    | 10 | 2 | 3 | 5 | 13 | 15 | −2   |                    |
| 6    | Lami                     | 3    | 10 | 1 | 0 | 9 | 9  | 31 | −22  |                    |

 Fuente: FijiFootball.com.fj

## Resultados
| Local \ Visitante | LAM | NAS | RAK | TNA | TNO | TAV |
| ----------------- | --- | --- | --- | --- | --- | --- |
| Lami              | —   | 1–2 | 4–0 | 0–9 | 1–2 | 0–3 |
| Nasinu            | 3–0 | —   | 2–0 | 1–1 | 3–0 | 1–1 |
| Rakiraki          | 1–0 | 3–4 | —   | 0–2 | 1–0 | 3–1 |
| Tailevu Naitasiri | 2–1 | 0–0 | 5–0 | —   | 2–0 | 3–1 |
| Tailevu North     | 5–1 | 1–2 | 4–1 | 0–2 | —   | 0–0 |
| Tavua             | 4–1 | 1–3 | 1–1 | 0–1 | 1–2 | —   |

### Zona Vanua Levu
| Pos. | Equipo   | Pts. | PJ | G | E | P | GF | GC | Dif. | Clasificación 2021 |
| ---- | -------- | ---- | -- | - | - | - | -- | -- | ---- | ------------------ |
| 1    | Bua      | 12   | 5  | 4 | 0 | 1 | 13 | 6  | +7   | Ganador            |
| 2    | Savusavu | 11   | 5  | 3 | 2 | 0 | 7  | 3  | +4   |                    |
| 3    | Seaqaqa  | 7    | 5  | 2 | 1 | 2 | 9  | 9  | 0    |                    |
| 4    | Nadogo   | 6    | 5  | 2 | 0 | 3 | 8  | 12 | −4   |                    |
| 5    | Dreketi  | 4    | 5  | 1 | 1 | 3 | 10 | 12 | −2   |                    |
| 6    | Taveuni  | 3    | 5  | 1 | 0 | 4 | 3  | 8  | −5   |                    |

Actualizado a los partidos jugados el 20 de Enero de 2022.
 Fuente: FijiFootball.com.fj

## Resultados
| Local \ Visitante | BUA | DRE | NAD | SAV | SEA | TVE |
| ----------------- | --- | --- | --- | --- | --- | --- |
| Bua               | —   |     | 5–1 | 0–1 | 2–1 |     |
| Dreketi           | 3–4 | —   | 2–3 | 1–1 |     |     |
| Nadogo            |     |     | —   |     | 3–1 | 0–1 |
| Savusavu          |     |     | 3–1 | —   |     | 1–0 |
| Seaqaqa           |     | 3–2 |     | 1–1 | —   |     |
| Taveuni           | 0–2 | 1–2 |     |     | 1–3 | —   |